# Raïon de Kounachak
Le raïon de Kounachak (en russe : Кунашакский район, Kounachakskïi raïon) est une subdivision administrative de l'oblast de Tcheliabinsk, en Russie. Son centre administratif est le village de Kounachak.

## Géographie
Le raïon est situé dans l'Oural, au nord de l'oblast, à la limite de l'oblast de Sverdlovsk et de celui de Kourgan.

## Histoire
La région fut d'abord peuplée par les Tatars et les Bachkirs, avant les conquêtes russes de l'est.
Dans les années 1917-1930, cet espace faisait partie du canton Argaïachski, une entité administrative de la RSFS de Russie. En novembre 1934, cette entité fut incorporée dans  l'oblast de Tcheliabinsk.
Le 12 octobre 1959, une partie du territoire de l'ancien raïon supprimé de Bagariak est dévolue au raïon de Kounachak.

## Administration
| № | Municipalité                  | Centre          | Nombre de villages | Population (2002) |
| - | ----------------------------- | --------------- | ------------------ | ----------------- |
| 1 | Municipalité d'Achirovo       | Achirovo        | 3                  | 652               |
| 2 | Municipalité de Bourino       | Novobourino     | 4                  | 2582              |
| 3 | Municipalité de Kounachak     | Kounachak       | 7                  | 7640              |
| 4 | Municipalité de Kouïach       | Bolchoï Kouïach | 10                 | 2898              |
| 5 | Municipalité de Mouslioumovo  | Mouslioumovo    | 8                  | 5591              |
| 6 | Municipalité de Sari          | Sari            | 6                  | 2267              |
| 7 | Municipalité d'Ouroukoulskoïe | Droujni         | 11                 | 3089              |
| 8 | Municipalité d'Oust-Bagariak  | Oust-Bagariak   | 13                 | 3065              |
| 9 | Municipalité de Khalitovo     | Khalitovo       | 10                 | 4433              |

## Économie
La base de l'économie du raïon est l'agriculture. Les exploitations sont spécialisées dans la culture du blé, du maïs, du sarrasin, de la betterave, du tournesol, mais également certaines d'entre elles pratiquent l'élevage. Il s'agit donc avant tout de cultures vivrières.